# 後設
後設一詞是英文 meta 字首單字的翻譯，例如 metadata 便翻譯為後設資料、metadrama 翻譯為後設戲劇等。由於 meta 的觀念翻譯上相當困難，所以在翻譯上也有許多不同譯名，如前所述的 metadata，便有人翻譯為詮釋資料、元資料。
前綴 meta- 源於希臘語前置詞與前綴，意思是「之後」、「之外」、「之上」、「之間」（介詞的一些意涵是以格做區分的），進而延伸出「有變化的」、「超出一般限制的」之意，以及自我参照、递归的涵义。
若物理上的現象是目前科技所無法理解的，便稱為「形上學」，英文為「metaphysics」，是「physics」（物理學）的「後設」學問，也就是指“超越”物理學的學問。（詳細請參考形上學）。

## 狹義的後設
對某對象的描述，以及對某對象描述的內容，就稱為「後設○○」。
- 用來描述語言的語言 - 元語言
- 用來描述文法的文法 - 後設文法
- 用來解釋理論的理論 - 後設理論（對理論來說的理論）
- 認知自己的認知 - 後設認知

例如，在網路上的文章主要為使用HTML所描述的，這時對於原本的文章，HTML就是後設語言。另外，HTML為使用英文所表述的，這時對於HTML，英文便是後設語言。

## 廣義的後設
廣義上來說，後設的意思便是「超越什麼的什麼」、「關於什麼的什麼」。例如維基百科的索引列表，即是維基百科中索引的索引，就是一個後設索引。在資訊理論中，解釋自己的資料相關的資料就稱為後設資料。
在文藝創作上，後設的文體便是以同一文體討論文體本身的問題，例如後設戲劇——「關於戲劇的戲劇」，也就是利用戲劇創作探討戲劇本身的問題。後設戲劇常常使用劇中劇等手法，有名的例子是皮藍德羅所做的《六個尋找劇作家的劇中人物》，就利用了創造出六個鬼魂來到了某個正在排練的劇場，想請劇場演員演出他們的故事，但劇場演員雖然受過戲劇的職業訓練，怎麼演都無法演出鬼魂實際的過去，而討論舞台上的真實是否可以反應生活中的真實。

## 举例
- 元分析——汇总多个来源数据进行整合分析的统计方法
- 元数据——描述數據用的數據
- 宏基因组学——研究特定环境中全部微生物遗传组成及其群落功能，试图从更复杂层次上认识生命活动规律的新兴学科
- 元启发算法——程序算法
- 元語言——指讨论或研究语言本身时所使用的语言或符号
- 宏大敘事——术语
- 元哲学——对哲学的目的、界限及其方法本身的哲学探究
- 元伦理学——伦理学的一个主要研究领域，与规范伦理学和应用伦理学一起构成伦理学研究的三大分支
- 形上學——哲學分支
- 元理論——哲學
- 元宇宙——通過虛擬增強的物理現實和物理上持久的虛擬空間的融合而創建的集體虛擬共享空間

## 參看
- 後設分析
- 後設小說
- 後設電影
- 元宇宙